# Tommy Walker (calciatore 1915-1993)
Thomas Walker, detto Tommy (Livingston, 26 maggio 1915 – Edimburgo, 11 gennaio 1993), è stato un calciatore e allenatore di calcio scozzese, di ruolo attaccante.

## Biografia
Scozzese, spese buona parte della sua carriera agonistica all'Hearts, ad esclusione di una breve esperienza tra gli inglesi del Chelsea. Anche la sua esperienza come allenatore fu per la maggior parte legata agli Hearts. Terminata l'esperienza da allenatore tornò al club di Edimburgo come dirigente e vice-presidente, incarico che tenne sino all'età di 66 anni.
Sposatosi, ebbe due figli.

## Carriera

### Calciatore

#### Club
Formatosi nel Linlithgow Rose, nel 1933 viene ingaggiato dall'Hearts, società con cui esordisce nella massima serie scozzese nella stagione 1933-1934. Con gli Hearts giocherà sino al 1946, ottenendo come miglior piazzamento il secondo posto nella Scottish Division One 1937-1938. La sua militanza con gli Hearts fu però limitata dallo scoppio della seconda guerra mondiale, che causò l'interruzione dei campionati tra il 1939 ed il 1946.
Nel 1946 viene ingaggiato dal Chelsea, con cui gioca due stagioni nella massima serie inglese.
Nella stagione 1948-1949 torna agli Hearts, con cui gioca un solo incontro prima di ritirarsi dall'attività agonistica.

#### Nazionale
Walker ha indossato la maglia della nazionale di calcio della Scozia dal 1934 al 1946, vincendo con i Tartan Army tre edizioni del Torneo Interbritannico.

##### Cronologia presenze e reti in Nazionale
| Cronologia completa delle presenze e delle reti in nazionale ― Scozia | Cronologia completa delle presenze e delle reti in nazionale ― Scozia | Cronologia completa delle presenze e delle reti in nazionale ― Scozia | Cronologia completa delle presenze e delle reti in nazionale ― Scozia | Cronologia completa delle presenze e delle reti in nazionale ― Scozia | Cronologia completa delle presenze e delle reti in nazionale ― Scozia | Cronologia completa delle presenze e delle reti in nazionale ― Scozia | Cronologia completa delle presenze e delle reti in nazionale ― Scozia |
| Data                                                                  | Città                                                                 | In casa                                                               | Risultato                                                             | Ospiti                                                                | Competizione                                                          | Reti                                                                  | Note                                                                  |
| --------------------------------------------------------------------- | --------------------------------------------------------------------- | --------------------------------------------------------------------- | --------------------------------------------------------------------- | --------------------------------------------------------------------- | --------------------------------------------------------------------- | --------------------------------------------------------------------- | --------------------------------------------------------------------- |
| 21/11/1934                                                            | Aberdeen                                                              | Scozia                                                                | 3 – 2                                                                 | Galles                                                                | Torneo Interbritannico 1935                                           | -                                                                     |                                                                       |
| 6/4/1935                                                              | Glasgow                                                               | Scozia                                                                | 2 – 0                                                                 | Inghilterra                                                           | Torneo Interbritannico 1935                                           | -                                                                     |                                                                       |
| 5/10/1935                                                             | Cardiff                                                               | Galles                                                                | 1 – 1                                                                 | Scozia                                                                | Torneo Interbritannico 1936                                           | -                                                                     |                                                                       |
| 13/11/1935                                                            | Edimburgo                                                             | Scozia                                                                | 2 – 1                                                                 | Irlanda                                                               | Torneo Interbritannico 1936                                           | 1                                                                     |                                                                       |
| 4/4/1936                                                              | Londra                                                                | Inghilterra                                                           | 1 – 1                                                                 | Scozia                                                                | Torneo Interbritannico 1936                                           | 1                                                                     |                                                                       |
| 14/10/1936                                                            | Glasgow                                                               | Scozia                                                                | 2 – 0                                                                 | Germania                                                              | Amichevole                                                            | -                                                                     |                                                                       |
| 13/10/1936                                                            | Belfast                                                               | Irlanda                                                               | 1 – 3                                                                 | Scozia                                                                | Torneo Interbritannico 1937                                           | -                                                                     |                                                                       |
| 2/12/1936                                                             | Dundee                                                                | Scozia                                                                | 1 – 2                                                                 | Galles                                                                | Torneo Interbritannico 1937                                           | 1                                                                     |                                                                       |
| 17/4/1937                                                             | Glasgow                                                               | Scozia                                                                | 3 – 1                                                                 | Inghilterra                                                           | Torneo Interbritannico 1937                                           | -                                                                     |                                                                       |
| 9/5/1937                                                              | Vienna                                                                | Austria                                                               | 1 – 1                                                                 | Scozia                                                                | Amichevole                                                            | -                                                                     |                                                                       |
| 15/5/1937                                                             | Praga                                                                 | Cecoslovacchia                                                        | 1 – 3                                                                 | Scozia                                                                | Amichevole                                                            | -                                                                     |                                                                       |
| 30/10/1937                                                            | Cardiff                                                               | Galles                                                                | 2 – 1                                                                 | Scozia                                                                | Torneo Interbritannico 1938                                           | -                                                                     |                                                                       |
| 10/11/1937                                                            | Aberdeen                                                              | Scozia                                                                | 1 – 1                                                                 | Irlanda                                                               | Torneo Interbritannico 1938                                           | -                                                                     |                                                                       |
| 8/12/1937                                                             | Glasgow                                                               | Scozia                                                                | 5 – 0                                                                 | Cecoslovacchia                                                        | Amichevole                                                            | -                                                                     |                                                                       |
| 9/4/1938                                                              | Londra                                                                | Inghilterra                                                           | 0 – 1                                                                 | Scozia                                                                | Torneo Interbritannico 1938                                           | 1                                                                     |                                                                       |
| 21/5/1938                                                             | Amsterdam                                                             | Paesi Bassi                                                           | 1 – 3                                                                 | Scozia                                                                | Amichevole                                                            | 1                                                                     |                                                                       |
| 8/10/1938                                                             | Belfast                                                               | Irlanda                                                               | 0 – 2                                                                 | Scozia                                                                | Torneo Interbritannico 1939                                           | 1                                                                     |                                                                       |
| 9/11/1938                                                             | Edimburgo                                                             | Scozia                                                                | 3 – 2                                                                 | Galles                                                                | Torneo Interbritannico 1939                                           | 2                                                                     |                                                                       |
| 7/12/1938                                                             | Glasgow                                                               | Scozia                                                                | 3 – 1                                                                 | Ungheria                                                              | Amichevole                                                            | 1                                                                     |                                                                       |
| 15/4/1939                                                             | Glasgow                                                               | Scozia                                                                | 1 – 2                                                                 | Inghilterra                                                           | Torneo Interbritannico 1939                                           | -                                                                     |                                                                       |
| 15/5/1946                                                             | Glasgow                                                               | Scozia                                                                | 3 – 1                                                                 | Svizzera                                                              | Amichevole                                                            | -                                                                     |                                                                       |
| Totale                                                                |                                                                       | Presenze                                                              | 21                                                                    |                                                                       | Reti                                                                  | 9                                                                     |                                                                       |

### Allenatore
Il 18 febbraio 1951 viene chiamato alla guida degli Hearts in sostituzione di David McLean, deceduto quattro giorni prima. Nella stagione 1953-1954 ottiene il secondo posto in campionato, chiuso alle spalle del Celtic. L'anno dopo vince la Scottish League Cup 1954-1955, battendo in finale il Motherwell, a cui seguì la stagione seguente la vittoria in Scottish Cup 1955-1956.
Walker, dopo un altro secondo posto nella Scottish Division One 1956-1957, vince il suo primo campionato nella stagione 1957-1958.
Nella stagione 1958-1959 ottiene un altro secondo posto e vince la sua seconda Scottish League Cup. Nella stagione seguente Walker guida i suoi Hearts ad un nuovo successo in campionato e a una nuova vittoria in coppa di lega.
I successi di Walker con gli Hearts furono legati anche al potenziale offensivo del Terrible Trio, ovvero Willie Bauld, Alfie Conn e Jimmy Wardhaugh.
Dopo aver raggiunto un'altra finale di coppa di lega nel 1962, persa contro i Rangers, otterrà un nuovo successo nella stessa competizione nel 1963, sconfiggendo in finale il Kilmarnock.
Ultimo piazzamento di rilievo ottenuto da Walker con gli Herats sarà il secondo posto ottenuto nella Scottish Division One 1964-1965. Walker verrà sollevato dall'incarico il 28 settembre 1966.
Terminata l'esperienza con il club di Edimburgo, Walker guida il Raith Rovers per due stagioni nella massima serie scozzese.

## Palmarès

### Calciatore

#### Nazionale
- Torneo Interbritannico: 3

1935, 1936, 1939

### Allenatore
- Coppa di Lega Scozzese: 4

Hearts: 1955, 1959, 1960, 1963
- Coppa di Scozia: 2

Hearts: 1956, 1959
- Campionato scozzese: 2

1958, 1960